# Каййо

Каййо́ (яп. 海陽町, かいようちょう, МФА: [kai̯joː t͡ɕoː]?) — містечко в Японії, в повіті Кайфу префектури Токусіма.  Отримало статус містечка 1955 року. Площа становить 327,58 км². Станом на 1 серпня 2012 року населення складало 9999  осіб, густота населення — 30,5 осіб/км².   